# Martin Ugarph
Martin Ugarph, född 1708, död 24 februari 1758 i Sankt Petri församling, Malmö, han var en svensk domkyrkoorganist i Kalmar.

## Biografi
Ugarph var 1730 stadsmusiker i Kristianstad. Den 20 juni 1739 blev han domkyrkoorganist i Kalmar domkyrkoförsamling i Kalmar. Där blev han även 1 maj 1740 stadsmusikant. Mellan 1755 och 1758 var han organist i Sankt Petri församling, Malmö. Ugarph avled 24 februari 1758 i Malmö.

### Familj
Ugarph gifte sig omkring 1740 med en okänd kvinna (1709-1758). De fick tillsammans barnen (Christina Sophia (född 1740), Georg Otto (född 1743), Anders Peter (1744-1802) och Carl Abraham (född 1746).